# Мышкино (Московская область)
Мы́шкино — деревня в Можайском районе Московской области в составе сельского поселения Горетовское. Численность постоянного населения по Всероссийской переписи 2010 года — 86 человек, в деревне числится 5 улиц. До 2006 года Мышкино входило в состав Глазовского сельского округа. В деревне действует Успенская церковь 1860-х годов постройки (отреставрирована Н. Б. Васнецовым).
Деревня расположена на севере центральной части района, примерно в 27 км к северо-западу от Можайска, на восточном берегу Можайского водохранилища, высота центра над уровнем моря 198 м. Ближайшие населённые пункты — Дёрново, Демихово и Батынки.

## Известные уроженцы
- Василий Петрович Быков (1868—1938?) — крестьянин, пчеловод, эсер, член Всероссийского учредительного собрания.